# Деодон
Деодон (лат. Daeodon от др.-греч. δάϊος ὀδούς «губительный зуб»), или динохиус (лат. Dinohyus, от δεινός ὗς «ужасный кабан») — вымершее парнокопытное, крупнейший или один из крупнейших видов семейства энтелодонтид. Жил около 25—18 млн лет назад в Северной Америке.
Высота в холке — около 1,8 м, длина — около 3,6 м, длина черепа 90 см, вес — 600—1000 кг. Внешне напоминал гигантского бородавочника с огромными челюстями, торчащими клыками и сильно выступающими скуловыми костями, которые вместе с выростами на нижней челюсти служили для крепления мощных жевательных мышц. Был хищником и падальщиком, способным раскусывать кости. Это подтверждается тем, что зубы на найденных черепах часто изношены и обломаны, как у современных гиен.
Наиболее известное название деодона — Dinohyus (динохиус) — было синонимизировано с Daeodon, которое имеет приоритет как более раннее.

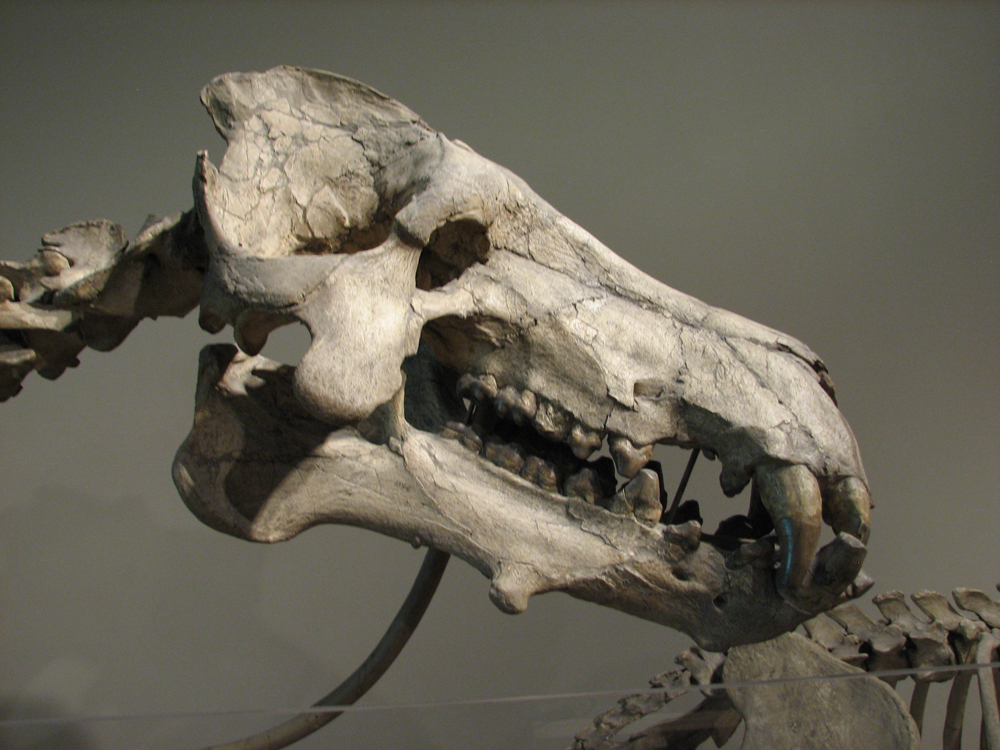
Череп деодона. На нижней челюсти видны выросты для крепления жевательных мышц, зубы спереди обломаны